# Bombarde-mortier d'Aubusson
La bombarde-mortier d'Aubusson est une pièce d'artillerie entre la bombarde et le mortier qui est la plus importante connue au monde à la fois par ses dimensions et sa masse. C'est « une bonne illustration de la tendance au gigantisme des bouches à feu qui marqua la première moitié du XVe siècle ».
En effet, l'arme en bronze est de calibre 580 millimètres pour une longueur de 1,95 mètre et une masse de 3,325 tonnes. Ses boulets sont en granit (d'environ 250 kilogrammes) et son socle (disparu) en bois.
Construite pour le grand maître des Hospitaliers de l'ordre de Saint-Jean de Jérusalem Pierre d'Aubusson, ses armes sont présentes sur l'arme.
L'arme a été utilisé à Rhodes à la fin du XVe siècle et au début du XVIe siècle, probablement après le siège de Rhodes de 1480. Récupérée par les Ottomans lors de la prise de l'île en 1522, des caractères arabes ont été gravés sur l'arme. Elle a été offerte à Napoléon III par le sultan Abdülaziz en 1862.
Cette bombarde-mortier est exposée au musée de l'Armée à Paris.

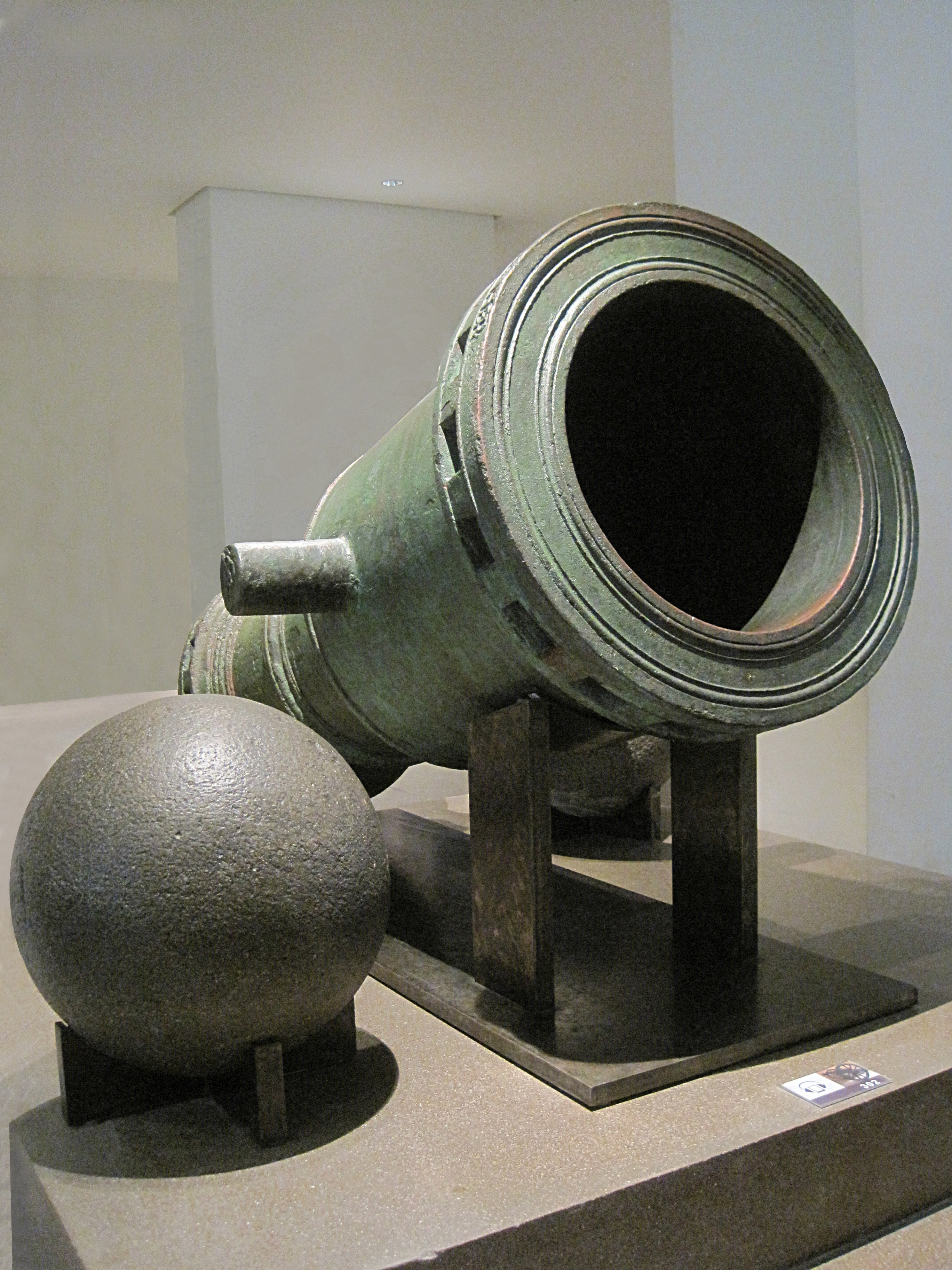
La bombarde-mortier d'Aubusson exposée avec deux boulets au musée de l'Armée.
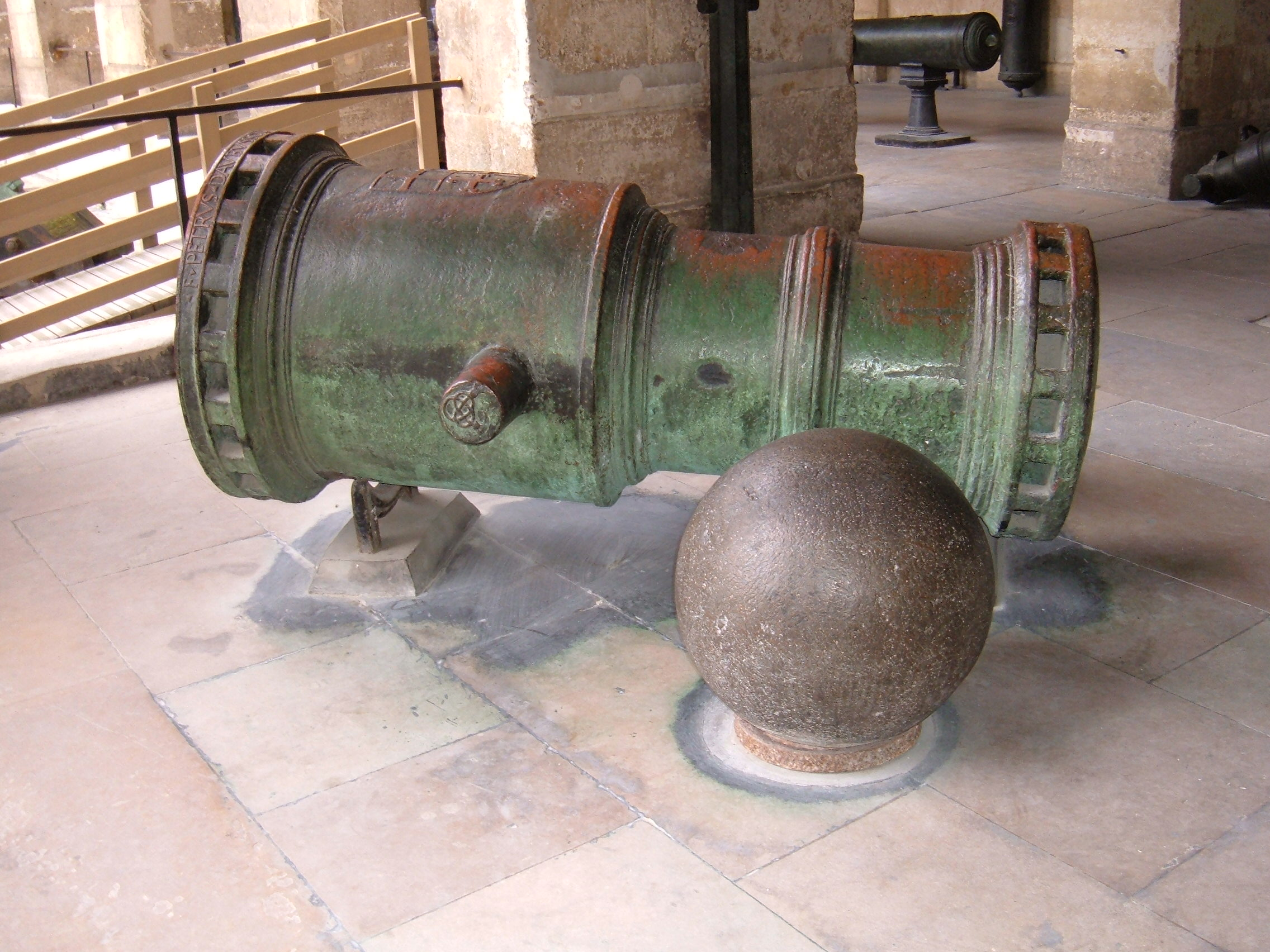
La bombarde-mortier d'Aubusson de profil dans une galerie de la cour d'honneur de l'hôtel des Invalides.
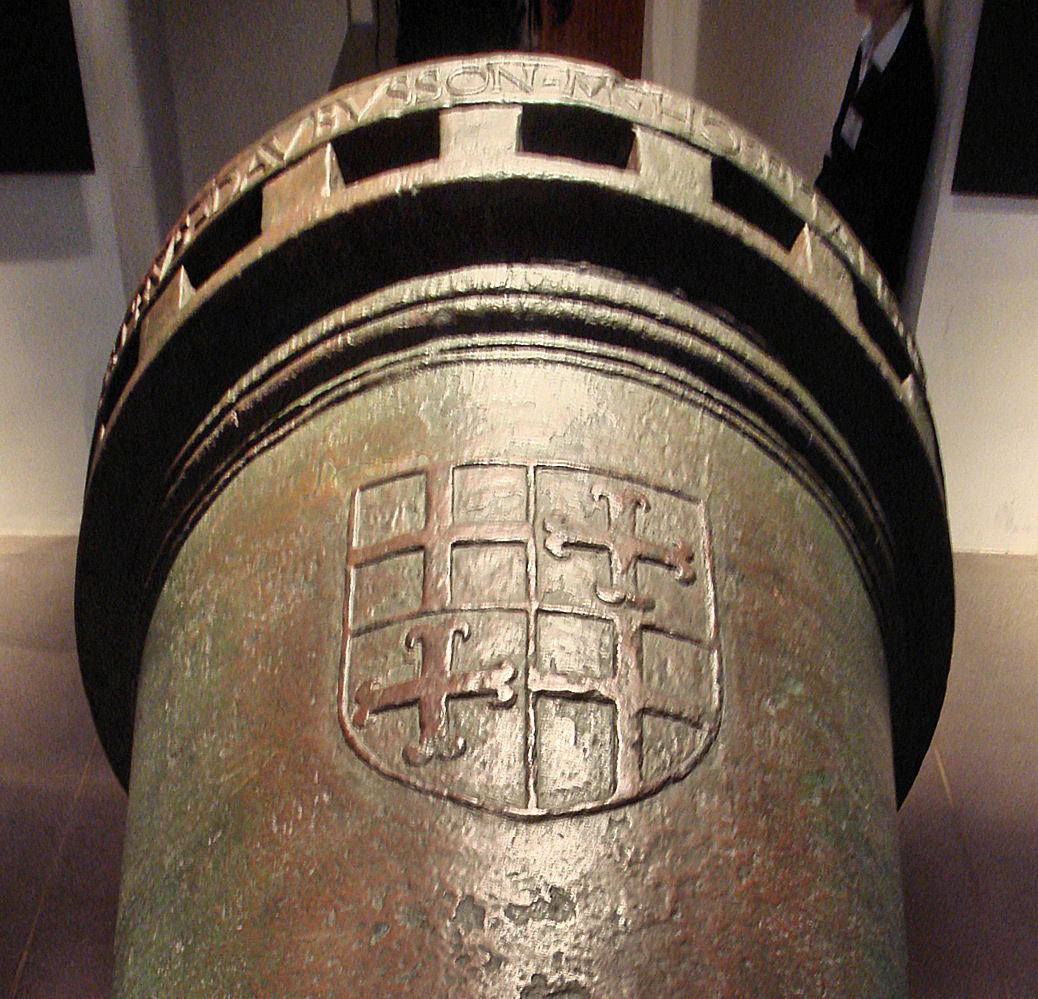
Armes de Pierre d'Aubusson.